# Abe Masahiro
Abe Masahiro (阿部 正弘?   3 de diciembre de 1819 - 6 de agosto de 1857) era el jefe del consejo de ancianos (rōjū) del shogunato Tokugawa en el momento en el que el comodoro Matthew Perry llegó a Japón con la misión de abrir dicho país al mundo. Abe contribuyó decisivamente a la firma del Tratado de Kanagawa (1854) y, posteriormente, de otros tratados desiguales. Su título de cortesía era Ise-no-kami.

## Juventud
Abe Masahiro nació en la residencia familiar de Edo. Era el quinto hijo de Abe Masayiko, el quinto daimio del dominio de Fukuyama. Tras la muerte de su padre en 1826 su hermano mayor, Masayasu, se convirtió en daimio de Fukuyama y él se trasladó a la residencia (naka-yashiki) del dominio en Hongō (el actual Bunkyō, en Tokio). El año 1836, Masayasu lo adoptó como heredero y, cuando se retiró el 25 de diciembre del mismo año, Abe Masahiro se convirtió en el daimio de Fukuyama. 
A principios de 1837 marchó de Edo para emprender el largo viaje a Fukuyama para ser reconocido de forma oficial. Esta sería la única vez que estaría en su dominio como daimio.

## Carrera en el shogunato Tokugawa
El 1 de septiembre de 1838 fue nombrado sōshaban (maestro de ceremonias); el 15 de mayo de 1840 recibió el cargo de jisha-bugyō (magistrado de santuarios y templos). Mientras desempeñaba dicho cargo ordenó la destrucción del Kannō-ji, un templo de la secta Nichiren cuyos sacerdotes habían estado implicados en un escándalo con damas del Ōoku (harén) durante el gobierno de Tokugawa Ienari.
En septiembre de 1843, con sólo 25 años, Abe fue nombrado rōjū (anciano) y se trasladó a la propiedad familiar de Tatsunokuchi (la actual Ōtemachi). En septiembre de 1845, Mizuno Tadanuki, promotor de las reformas Tenpō fue relevado de su puesto debido (entre otros motivos) al fracaso de las mismas, y Abe es nombrado rōjū shuza (老中首座, presidente del consejo de ancianos) en su lugar. Abe mantuvo este puesto durante los gobiernos de Tokugawa Ieyoshi y Tokugawa Iesada, trabajando para unificar la política del shogunato.
En 1852 supervisó la reconstrucción de las defensas del castillo de Edo y su estipendio fue incrementado en 10.000 koku por este servicio. Al mismo tiempo, mantuvo al gobierno informado de los acontecimientos políticos extranjeros, como el estallido de la primera guerra del opio, que estimularon el refuerzo de las defensas costeras japonesas para mantener la política aislacionista del momento.

## La llegada del comodoro Perry
En 1852, el comodoro Matthew C. Perry, de la Armada de los Estados Unidos, fue puesto al mando de una flota de guerra cuyo objetivo era conseguir la apertura de los puertos japoneses al comercio con los EE. UU. usando la fuerza si era necesario. Perry llegó a Uraga el 8 de julio de 1853. Tras haber rechazado las demandas japonesas de que fuera a Nagasaki, que era el puerto establecido para el contacto con los extranjeros, y haber amenazado con dirigirse a Edo -la capital- y quemarla hasta los cimientos si era preciso, se le permitió desembarcar en la cercana Kurihama el 14 de julio y entregar su carta.
Tras años de debate sobre la política de aislamiento, la carta causó una gran controversia en los más altos estamentos del shogunato Tokugawa. Tokugawa Ieyoshi murió días después de la marcha de Perry, y fue sucedido por su joven y enfermizo hijo Tokugawa Iesada, con lo que la administración efectiva quedó en manos del Consejo de Ancianos, dirigido por Abe Masahiro. Abe consideró que, en la situación presente, era imposible resistir las demandas norteamericanas por la fuerza, pero era reacio a llevar a cabo ninguna acción basándose exclusivamente en su propia autoridad. En un intento de legitimar su decisión, Abe sondeó la opinión de todos los daimios. Ésta fue la primera ocasión en la que el shogunato permitía que una decisión fuera objeto de debate público, y tuvo como consecuencia imprevista que el gobierno pareciera débil e indeciso. Los resultados de la encuesta tampoco ayudaron a Abe a decidirse: 19 estaban a favor de aceptar las demandas norteamericanas y 19 en contra. Otros 14 dieron respuestas vagas y mostraban preocupación ante una posible guerra, 7 propusieron hacer concesiones temporales y 2 dijeron que aceptarían cualquier decisión que se tomara.
Perry regresó a Japón el 13 de febrero de 1854 con una flota aún mayor (ocho buques de guerra) y dejó claro que no se iría hasta que se firmara un tratado. Las negociaciones comenzaron el 8 de marzo y duraron aproximadamente un mes. Los japoneses aceptaron casi todas las demandas de Perry con la excepción del acuerdo comercial, que había sido redactado según el modelo de los acuerdos previos de los estadounidenses con China. Perry aceptó retrasar este punto. La mayor controversia se centró en la selección de los puertos que deberían abrirse. Perry se opuso firmemente a la opción de Nagasaki. El 31 de marzo de 1854 se firmó el Tratado de Kanagawa (Kanagawa-juku, cerca de la actual Yokohama). Abe no firmó en persona ni participó en persona en las negociaciones, lo hizo a través de su plenipotenciario, Hayashi Akira. Poco tiempo después se firmaron tratados similares con Rusia, Holanda y Gran Bretaña.
Abe recibió duras críticas de los tozama, de la corte imperial y de diversas facciones dentro del gobierno por lo que consideraban sumisión a las potencias extranjeras. En septiembre de 1855 fue obligado a renunciar a su cargo y fue sustituido por Hotta Masayoshi en octubre.

## Últimos años
A pesar de su renuncia como jefe del Consejo, siguió perteneciendo al mismo y continuó ejerciendo una notable influencia durante el resto de su vida. A pesar del precario estado financiero del dominio de Fukuyama, construyó una academia del dominio (hankō) para enseñar ciencias occidentales (rangaku) y modernizar su ejército. Apoyó también la idea de que el gobierno seleccionara hombres de talento -incluso de origen humilde- para ejercer como funcionarios o burócratas. Fue el impulsor de la creación del Centro de Entrenamiento de la Armada de Nagasaki, de la introducción de armamento occidental y de la revocación de las restricciones a la construcción de grandes buques oceánicos.
Abe murió el 6 de agosto de 1857, a la edad de 37 años, posiblemente debido a cáncer, y fue sucedido por su sobrino, Abe Masanori.